# Знаки почтовой оплаты СССР (1946)
а
Зна́ки почто́вой опла́ты СССР (1946) — перечень (каталог) знаков почтовой оплаты (почтовых марок), введённых в обращение дирекцией по изданию и экспедированию знаков почтовой оплаты Народного комиссариата связи СССР в 1946 году.
Почтовые карточки с оригинальной маркой и маркированные почтовые конверты в 1946 году почтой СССР официально не выпускались.

## Список коммеморативных (памятных) марок
Порядок следования элементов в таблице соответствует номеру по каталогу марок СССР (ЦФА), в скобках приведены номера по каталогу «Михель».
| № по каталогу                        | Изображение | Описание и источники | Номинал   | Дата выпуска          | Тираж     | Художник         |
| ------------------------------------ | ----------- | --- | --------- | --------------------- | --------- | ---------------- |
| (ЦФА [АО «Марка»] № 1019) (Mi #1004) |             | Серия «Победа над Германией в Великой Отечественной войне»: - Медаль «За победу над Германией в Великой Отечественной войне 1941—1945 гг.».                      | 0,30 руб. | 23 января 1946 года   | 3 500 000 | Владимир Андреев |
| (ЦФА [АО «Марка»] № 1020) (Mi #1003) |             | Серия «Победа над Германией в Великой Отечественной войне»: - Медаль «За доблестный труд в Великой Отечественной войне 1941—1945 гг.».                           | 0,30 руб. | 23 января 1946 года   | 3 500 000 | Владимир Андреев |
| (ЦФА [АО «Марка»] № 1021) (Mi #1006) |             | Серия «Победа над Германией в Великой Отечественной войне»: - Медаль «За победу над Германией в Великой Отечественной войне 1941—1945 гг.».                      | 0,60 руб. | 23 января 1946 года   | 4 500 000 | Владимир Андреев |
| (ЦФА [АО «Марка»] № 1022) (Mi #1005) |             | Серия «Победа над Германией в Великой Отечественной войне»: - Медаль «За доблестный труд в Великой Отечественной войне 1941—1945 гг.».                           | 0,60 руб. | 23 января 1946 года   | 4 500 000 | Владимир Андреев |
| (ЦФА [АО «Марка»] № 1023) (Mi #1007) |             | Серия «Победа над Германией в Великой Отечественной войне»: - Воин со знаменем на фоне Кремля.                                                                   | 0,60 руб. | 23 января 1946 года   | 2 500 000 | Владимир Андреев |
|                                      |             | Серия «Выборы в Верховный Совет СССР» (красно-коричневая) Государственный герб СССР                                                                              | 0,30 руб. | 09 февраля 1946 года  | 5 000 000 | Владимир Андреев |
|                                      |             | Серия «Выборы в Верховный Совет СССР» (красно-коричневая) - Московский Кремль, знамя с надписью «Выборы в Верховный Совет СССР» и текст «10-го февраля 1946 г.». | 0,45 руб. | 09 февраля 1946 года  | 1 000 000 | Владимир Андреев |
|                                      |             | Серия «Выборы в Верховный Совет СССР» (зелёная) Государственный герб СССР                                                                                        | 0,60 руб. | 09 февраля 1946 года  | 5 000 000 | Владимир Андреев |
|                                      |             | Серия «Парад Победы в Москве» (коричневая) - Колонна артиллерии на параде Победы 24 июня 1945 года.                                                              | 0,60 руб. | 23 февраля 1946 года  | 3 000 000 | Владимир Андреев |
|                                      |             | Серия «Парад Победы в Москве» (лиловая) | 2,00 руб. | 23 февраля 1946 года  | 5 000 000 | Владимир Андреев |
|                                      |             | Серия «Парад Победы в Москве» (коричневая) - Колонна Второго Белорусского фронта параде Победы 24 июня 1945 года.                                                | 3,00 руб. | 23 февраля 1946 года  | 5 000 000 | Владимир Андреев |
|                                      |             | Серия «Советские боевые самолёты в Великой Отечественной войне»: истребитель Як-3, фиолетовая.                                                                   | 0,05 руб. | 30 марта 1946 года    | 3 000 000 | Б. Ливанов       |
|                                      |             | Серия «Советские боевые самолёты в Великой Отечественной войне»: тяжёлый бомбардировщик Пе-8, тёмно-зелёная.                                                     | 0,15 руб. | 30 марта 1946 года    | 3 000 000 | Б. Ливанов       |
|                                      |             | Серия «Советские боевые самолёты в Великой Отечественной войне»: пикирующий бомбардировщик Пе-2, коричневая.                                                     | 0,10 руб. | 30 марта 1946 года    | 3 000 000 | Б. Ливанов       |
|                                      |             | Серия «Советские боевые самолёты в Великой Отечественной войне»:штурмовик Ил-2, кирпично-красная.                                                                | 0,15 руб. | 30 марта 1946 года    | 3 000 000 | Б. Ливанов       |
|                                      |             | Серия «Советские боевые самолёты в Великой Отечественной войне»: бомбардировщик Ту-2, серая.                                                                     | 0,20 руб. | 30 марта 1946 года    | 3 000 000 | Б. Ливанов       |
|                                      |             | Серия «Советские боевые самолёты в Великой Отечественной войне»: дальний бомбардировщик Ил-4, фиолетовая.                                                        | 0,30 руб. | 30 марта 1946 года    | 3 000 000 | Б. Ливанов       |
|                                      |             | Серия «Советские боевые самолёты в Великой Отечественной войне»: лёгкий ночной бомбардировщик По-2, коричневая.                                                  | 0,30 руб. | 30 марта 1946 года    | 3 000 000 | Б. Ливанов       |
|                                      |             | Серия «Советские боевые самолёты в Великой Отечественной войне»: истребитель Ла-7, сине-фиолетовая.                                                              | 0,50 руб. | 30 марта 1946 года    | 3 000 000 | Б. Ливанов       |
|                                      |             | Серия «Советские боевые самолёты в Великой Отечественной войне»: истребитель Як-9, фиолетово-синяя                                                               | 0,60 руб. | 30 марта 1946 года    | 3 000 000 | Б. Ливанов       |
|                                      |             | Серия «Ордена и медали СССР»: Медаль «Золотая Звезда» | 0,60 руб. | 27 апреля 1946 года   | 5 000 000 | А. Мандрусов     |
|                                      |             | Серия «Ордена и медали СССР»: Медаль «Серп и Молот» | 0,60 руб. | 27 апреля 1946 года   | 5 000 000 | А. Мандрусов     |
|                                      |             | Серия «Ордена и медали СССР»: Орден Красного Знамени | 0,60 руб. | 27 апреля 1946 года   | 5 000 000 | А. Мандрусов     |
|                                      |             | Серия «Ордена и медали СССР»: Орден Трудового Красного Знамени                                                                                                   | 0,60 руб. | 27 апреля 1946 года   | 5 000 000 | А. Мандрусов     |
|                                      |             | Серия «Ордена и медали СССР»: Орден Красной Звезды | 0,60 руб. | 27 апреля 1946 года   | 5 000 000 | А. Мандрусов     |
|                                      |             | Серия «Ордена и медали СССР»: Орден «Знак Почета» | 0,60 руб. | 27 апреля 1946 года   | 5 000 000 | А. Мандрусов     |
| (ЦФА [АО «Марка»] № 1041)            |             | Серия «Ордена и медали СССР»: Орден Ленина. | 0,60 руб. | 27 апреля 1946 года   | 5 000 000 | А. Мандрусов     |
|                                      |             | 125 лет со дня рождения П.Л. Чебышева (1821-1894) (коричневая)                                                                                                   | 0,30 руб. | 26 мая 1946 года      | 5 000 000 | Е. Буланова      |
|                                      |             | 125 лет со дня рождения П.Л. Чебышева (1821-1894) (тёмно-серая)                                                                                                  | 0,60 руб. | 26 мая 1946 года      | 3 000 000 | Е. Буланова      |
|                                      |             | Памяти М.И. Калинина. Портрет | 0,20 руб. | 05 июня 1946 года     | 5 000 000 | В. Завьялов      |
|                                      |             | Серия «Курорты Кавказа»: Сухуми | 0,15 руб. | 06 июня 1946 года     | 5 000 000 | В. Андреев       |
|                                      |             | Серия «Курорты Кавказа»: Сочи, Ривьера | 0,30 руб. | 06 июня 1946 года     | 5 000 000 | В. Андреев       |
|                                      |             | Серия «Курорты Кавказа»: Гагры | 0,30 руб. | 06 июня 1946 года     | 5 000 000 | В. Андреев       |
|                                      |             | Серия «Курорты Кавказа»: Новый Афон | 0,45 руб. | 06 июня 1946 года     | 5 000 000 | В. Андреев       |
| (ЦФА 1054, Скотт 1047)               |             | 10 лет со дня смерти М. Горького | 0,30 руб. | 18 июня 1946 года     | 5 000 000 | Иван Дубасов     |
| (ЦФА 1054, Скотт 1048)               |             | 10 лет со дня смерти М. Горького | 0,60 руб. | 18 июня 1946 года     | 5 000 000 | Иван Дубасов     |
|                                      |             | Серия «Медали СССР на ленте» (выпуск 1-й): Маршальская звезда | 0,60 руб. | 22 июня 1946 года     | 5 000 000 | А. Мандрусов     |
|                                      |             | Серия «Медали СССР на ленте» (выпуск 1-й): Медаль «За отвагу».                                                                                                   | 0,60 руб. | 22 июня 1946 года     | 5 000 000 | А. Мандрусов     |
|                                      |             | Серия «Медали СССР на ленте» (выпуск 1-й): Медаль «За боевые заслуги».                                                                                           | 0,60 руб. | 22 июня 1946 года     | 5 000 000 | А. Мандрусов     |
|                                      |             | Серия «Медали СССР на ленте» (выпуск 1-й): Медаль «За трудовую доблесть».                                                                                        | 0,60 руб. | 22 июня 1946 года     | 5 000 000 | А. Мандрусов     |
|                                      |             | Серия «Медали СССР на ленте» (выпуск 1-й): Медаль «За трудовое отличие».                                                                                         | 0,60 руб. | 22 июня 1946 года     | 5 000 000 | А. Мандрусов     |
|                                      |             | Серия «Медали СССР на ленте» (выпуск 1-й): Медаль «За оборону Москвы».                                                                                           | 0,60 руб. | 22 июня 1946 года     | 5 000 000 | А. Мандрусов     |
|                                      |             | Серия «Медали СССР на ленте» (выпуск 1-й): Медаль «За оборону Кавказа».                                                                                          | 0,60 руб. | 22 июня 1946 года     | 5 000 000 | А. Мандрусов     |
|                                      |             | Серия «Медали СССР на ленте» (выпуск 1-й): Медаль «За оборону Советского Заполярья».                                                                             | 0,60 руб. | 22 июня 1946 года     | 5 000 000 | А. Мандрусов     |
| (ЦФА [АО «Марка»] № 1063)            |             | Всесоюзный парад физкультурников в Москве: колонна знаменосцев, зелёная                                                                                          | 0,30 руб. | 21 июля 1946 года     | 3 000 000 | В. Завьялов      |
|                                      |             | Всесоюзный парад физкультурников в Москве: колонна знаменосцев, синяя                                                                                            | 0,30 руб. | 21 июля 1946 года     | 3 000 000 | В. Завьялов      |
|                                      |             | Серия «Медали СССР на ленте» (выпуск 2-й): Медаль «За отвагу».                                                                                                   | 1,00 руб. | 22 июля 1946 года     | 1 000 000 | И. Михеева       |
|                                      |             | Серия «Медали СССР на ленте» (выпуск 2-й): Медаль «За боевые заслуги».                                                                                           | 1,00 руб. | 22 июля 1946 года     | 1 000 000 | И. Михеева       |
|                                      |             | Серия «Медали СССР на ленте» (выпуск 2-й): Медаль «За трудовую доблесть».                                                                                        | 1,00 руб. | 22 июля 1946 года     | 1 000 000 | И. Михеева       |
|                                      |             | Серия «Медали СССР на ленте» (выпуск 2-й): Медаль «За трудовое отличие».                                                                                         | 1,00 руб. | 22 июля 1946 года     | 1 000 000 | И. Михеева       |
|                                      |             | Серия «Медали СССР на ленте» (выпуск 2-й): Медаль «За оборону Москвы».                                                                                           | 1,00 руб. | 22 июля 1946 года     | 1 000 000 | И. Михеева       |
|                                      |             | Серия «Медали СССР на ленте» (выпуск 2-й): Медаль «За оборону Кавказа».                                                                                          | 1,00 руб. | 22 июля 1946 года     | 1 000 000 | И. Михеева       |
|                                      |             | Серия «Медали СССР на ленте» (выпуск 2-й): Медаль «За оборону Советского Заполярья».                                                                             | 1,00 руб. | 22 июля 1946 года     | 1 000 000 | И. Михеева       |
|                                      |             | Серия «Медали СССР на ленте» (выпуск 2-й): Медаль «Партизану Отечественной войны».                                                                               | 1,00 руб. | 22 июля 1946 года     | 1 000 000 | И. Михеева       |
|                                      |             | Серия «Виды Москвы»: Колокольня Ивана Великого. | 0,05 руб. | 06 сентября 1946 года | 3 000 000 | В. Завьялов      |
|                                      |             | Серия «Виды Москвы»: Большой театр. | 0,10 руб. | 06 сентября 1946 года | 3 000 000 | В. Завьялов      |
|                                      |             | Серия «Виды Москвы»: Гостиница «Москва». | 0,15 руб. | 06 сентября 1946 года | 3 000 000 | В. Завьялов      |
|                                      |             | Серия «Виды Москвы»: Площадь Свердлова (Театральная) | 0,20 руб. | 06 сентября 1946 года | 3 000 000 | В. Завьялов      |
|                                      |             | Серия «Виды Москвы»: Вид Кремля | 0,45 руб. | 06 сентября 1946 года | 3 000 000 | В. Завьялов      |
|                                      |             | Серия «Виды Москвы»: Центральный музей В.И. Ленина | 0,50 руб. | 06 сентября 1946 года | 3 000 000 | В. Завьялов      |
|                                      |             | Серия «Виды Москвы»: Красная площадь | 0,60 руб. | 06 сентября 1946 года | 3 000 000 | В. Завьялов      |
|                                      |             | Серия «Виды Москвы»: Памятник К. Минину и Д. Пожарскому | 1,00 руб. | 06 сентября 1946 года | 1 000 000 | В. Завьялов      |
|                                      |             | День танкистов. Танковая колонна на Красной Площади в Москве и лозунг «Слава советским танкистам!».                                                              | 0,30 руб. | 08 сентября 1946 года | 3 000 000 | В. Завьялов      |
|                                      |             | День танкистов. Танковая колонна на Красной Площади в Москве и лозунг «Слава советским танкистам!».                                                              | 0,60 руб. | 08 сентября 1946 года | 3 000 000 | В. Завьялов      |
|                                      |             | Серия «Послевоенное восстановление и развитие народного хозяйства»: комбайн на уборке урожая                                                                     | 0,05 руб. | 01 октября 1946 года  | 5 000 000 | В. Андреев       |
|                                      |             | Серия «Послевоенное восстановление и развитие народного хозяйства»: нефтяные промыслы                                                                            | 0,10 руб. | 01 октября 1946 года  | 3 000 000 | В. Андреев       |
|                                      |             | Серия «Послевоенное восстановление и развитие народного хозяйства»: в транспортировка угля                                                                       | 0,15 руб  | 01 октября 1946 года  | 3 000 000 | В. Андреев       |
|                                      |             | Серия «Послевоенное восстановление и развитие народного хозяйства»: в сталелитейном цехе                                                                         | 0,20 руб. | 01 октября 1946 года  | 5 000 000 | В. Андреев       |
|                                      |             | Серия «Послевоенное восстановление и развитие народного хозяйства»: сталевар у доменных печей                                                                    | 0,30 руб. | 01 октября 1946 года  | 5 000 000 | В. Андреев       |
|                                      |             | «25 лет советской почтовой марке»: советские марки на фоне карты СССР                                                                                            | 0,15 руб. | 06 ноября 1946 года   |           | Иван Дубасов     |
| ЦФА [АО «Марка»] № 1089)             |             | «25 лет советской почтовой марке». | 0,60 руб. | 06 ноября 1946 года   | 2 000 000 | Иван Дубасов     |
| ЦФА #1088, Скотт #1081               |             | «25 лет советской почтовой марке»: «К свету» («Освобожденный пролетарий») с надписью «Первая советская почтовая марка».                                          | 0,30 руб. | 06 ноября 1946 года   |           | Иван Дубасов     |
|                                      |             | Почтовый блок. «25 лет советской почтовой марке»: советские марки на фоне карты СССР.                                                                            | 0,15 руб. | 06 ноября 1946 года   | 5 000 000 | Иван Дубасов     |
|                                      |             | Почтовый блок. «25 лет советской почтовой марке»: советские марки на фоне карты СССР.                                                                            | 0,60 руб. | 06 ноября 1946 года   |           | Иван Дубасов     |
|                                      |             | Почтовый блок. «25 лет советской почтовой марке»: «К свету» («Освобожденный пролетарий») с надписью «Первая советская почтовая марка».                           | 0,30 руб. | 06 ноября 1946 года   |           | Иван Дубасов     |
| ЦФА [АО «Марка»] № 1093              |             | 29-я годовщина Октябрьской революции. кирпично-красная | 0,30 руб. | 06 ноября 1946 года   | 2 000 000 | П. Платонов      |
| ЦФА [АО «Марка»] № 1094              |             | 29-я годовщина Октябрьской революции, зелёная | 0,30 руб. | 06 ноября 1946 года   | 2 000 000 | П. Платонов      |
|                                      |             | 29-я годовщина Октябрьской революции. кирпично-красная | 0,30 руб. | 06 ноября 1946 года   | 2 000 000 | П. Платонов      |
|                                      |             | 29-я годовщина Октябрьской революции, зелёная | 0,30 руб. | 06 ноября 1946 года   | 2 000 000 | П. Платонов      |
|                                      |             | Почтовый блок. 29-я годовщина Октябрьской революции | 0,30 руб. | 06 ноября 1946 года   |           | П. Платонов      |
|                                      |             | 125 лет со дня рождения Н.А. Некрасова, серая | 0,30 руб. | 04 декабря 1946 года  | 5 000 000 | И. Дубасов       |
|                                      |             | 125 лет со дня рождения Н.А. Некрасова, коричневая | 0,60 руб. | 04 декабря 1946 года  | 2 000 000 | И. Дубасов       |
| ЦФА [АО «Марка»] № 1100              |             | «Лауреат Сталинской премии» | 0,30 руб. | 21 декабря 1946 года  |           | В. Завьялов      |
|                                      |             | Восстановление Днепрогэса, чёрно-коричневая | 0,30 руб. | 23 декабря 1946 года  | 5 000 000 | В. Завьялов      |
|                                      |             | Восстановление Днепрогэса, тёмный ультрамарин | 0,60 руб. | 23 декабря 1946 года  | 1 000 000 | В. Завьялов      |

## Шестой выпуск стандартных марок (1939—1956)
В сентябре 1946 года продолжена эмиссия стандартных марок шестого выпуска (1939—1956): в обращение поступила марка  (ЦФА [АО «Марка»] № 697), повторяющая рисунок марки  (ЦФА [АО «Марка»] № 695) выпуска 1939 года, отпечатанная литографским способом.
Порядок следования элементов в таблице соответствует номеру по каталогу марок СССР (ЦФА), в скобках приведены номера по каталогу «Михель».
| № по каталогу                          | Изображение | Описание и источники | Номинал   | Дата выпуска       | Тираж    | Художник                                       |
| -------------------------------------- | ----------- | -------------------- | --------- | ------------------ | -------- | ---------------------------------------------- |
| (ЦФА [АО «Марка»] № 697) (Mi #682IIIA) |             | Лётчик, синяя.       | 0,30 руб. | сентябрь 1946 года | массовый | В. Сидельников и коллектив художников Гознака. |

## Комментарии
1. ↑  Ниже приведён перечень памятных художественных марок (с возможностью сортировки по номиналу, тиражу и дате введения в обращение).
2. ↑  Серия «Победа над Германией в Великой Отечественной войне»: медаль «За победу над Германией в Великой Отечественной войне 1941—1945 гг.», растр ГР; светло-коричневая. Глубокая печать, перфорирована: линейная зубцовка 12½ (на каждые 2 сантиметра края марки приходится 12½ зубцов). В марочных листах 100 (10×10) марок. Разновидности марки  (ЦФА [АО «Марка»] № 1019) (эмиссия 1946 года): растр ГР на бумаге с тёмным клеем (тип I),  (ЦФА [АО «Марка»] № 1019-I) — растр ГР на сероватой бумаге малой плотности с просвечивающим рисунком с клеевой стороны (тип II),  (ЦФА [АО «Марка»] № 1019-II) (вероятная дата эмиссии 1956 год) — растр ГР на бумаге УК с белым клеем (тип III), а также  (ЦФА [АО «Марка»] № 1019Р) — растр ВР (эмиссия 1946 года). Суммарный тираж всех разновидностей марки  (ЦФА [АО «Марка»] № 1019) — 3 500 000 экземпляров[2][8][9].
3. ↑  Серия «Победа над Германией в Великой Отечественной войне»: медаль «За доблестный труд в Великой Отечественной войне 1941—1945 гг.», лиловая. Глубокая печать, перфорирована: линейная зубцовка 12½ (на каждые 2 сантиметра края марки приходится 12½ зубцов). В марочных листах 100 (10×10) марок. Разновидности марки  (ЦФА [АО «Марка»] № 1020) (эмиссия 1946 года): на бумаге с тёмным клеем (тип I),  (ЦФА [АО «Марка»] № 1020-I) — на сероватой бумаге малой плотности с просвечивающим рисунком с клеевой стороны (тип II),  (ЦФА [АО «Марка»] № 1020-II) (вероятная дата эмиссии 1956 год) — на бумаге УК с белым клеем (тип III). Суммарный тираж всех разновидностей марки  (ЦФА [АО «Марка»] № 1020) — 3 500 000 экземпляров[2][8][9].
4. ↑  Серия «Победа над Германией в Великой Отечественной войне»: медаль «За победу над Германией в Великой Отечественной войне 1941—1945 гг.», красно-коричневая. Глубокая печать, перфорирована: линейная зубцовка 12½ (на каждые 2 сантиметра края марки приходится 12½ зубцов). В марочных листах 100 (10×10) марок. Разновидности марки  (ЦФА [АО «Марка»] № 1021) (эмиссия 1946 года): на бумаге с тёмным клеем (тип I),  (ЦФА [АО «Марка»] № 1021-I) — на сероватой бумаге малой плотности с просвечивающим рисунком с клеевой стороны (тип II),  (ЦФА [АО «Марка»] № 1021-II) (вероятная дата эмиссии 1956 год) — на бумаге УК с белым клеем (тип III). Суммарный тираж всех разновидностей марки  (ЦФА [АО «Марка»] № 1021) — 4 500 000 экземпляров[2][8][9].
5. ↑  Серия «Победа над Германией в Великой Отечественной войне»: медаль «За доблестный труд в Великой Отечественной войне 1941—1945 гг.», зелёно-оливковая. Глубокая печать, перфорирована: линейная зубцовка 12½ (на каждые 2 сантиметра края марки приходится 12½ зубцов). В марочных листах 100 (10×10) марок. Разновидности марки  (ЦФА [АО «Марка»] № 1022) (эмиссия 1946 года): на бумаге с тёмным клеем (тип I),  (ЦФА [АО «Марка»] № 1022-I) — на сероватой бумаге малой плотности с просвечивающим рисунком с клеевой стороны (тип II),  (ЦФА [АО «Марка»] № 1022-II) (вероятная дата эмиссии 1956 год) — на бумаге УК с белым клеем (тип III). Суммарный тираж всех разновидностей марки  (ЦФА [АО «Марка»] № 1022) — 4 500 000 экземпляров[2][8][9].
6. ↑  Серия «Победа над Германией в Великой Отечественной войне»: воин со знаменем на фоне Кремля, чёрно-синяя, красная. Фототипия. Перфорирована: линейная зубцовка 12½ (на каждые 2 сантиметра края марки приходится 12½ зубцов). В марочных листах 100 (10×10) марок. Разновидности марки  (ЦФА [АО «Марка»] № 1023) (эмиссия 1946 года): на бумаге средней плотности и  (ЦФА [АО «Марка»] № 1023-I) (вероятная дата эмиссии 1956 год) — на бумаге УК с белым клеем. Суммарный тираж всех разновидностей марки  (ЦФА [АО «Марка»] № 1023) — 2 500 000 экземпляров[2][8][9].
7. ↑  Ниже приведён перечень стандартных марок (с возможностью сортировки по номиналу, тиражу и дате введения в обращение).
8. 1 2  В каталоге Стандарт-коллекции под редакцией Загорского название рисунка — «парашютист»[16].
9. ↑  Лётчик[Комм 8], синяя. Литография на простой бумаге без водяного знака, перфорирована: комбинированная гребенчатая зубцовка 12:12½ (на каждые 2 сантиметра края марки приходится 12:12½ зубцов). Отличается от марки  (ЦФА [АО «Марка»] № 695), отпечатанной типографским способом, отсутствием вдавленности рисунка, белым пятном на лице за глазницей, штриховкой воротника и другими деталями. В марочных листах по 100 (10×10) марок[12][13][17].